# Израэл, Нил
Нил Израэл (англ. Neal Israel; полное имя — Neil Cary Israel; родился 27 июля 1945) — американский кинорежиссёр, сценарист и продюсер. Известен прежде всего по авторству сценариев вместе с Пэтом Профтом к таким фильмам, как «Полицейская академия», «Мальчишник» и «Настоящий гений».

## Личная жизнь
Был женат на Эми Хекерлинг, Лори Либерман, а также на Лилиан Йохан Кастенберг. От Эми Хекерлинг у него есть дочь Молли Сара Израэл (род. 05.09.1985).

## Фильмография

### Режиссёр
- 1984 — Мальчишник / Bachelor Party
- 1985 — Надвигающееся насилие / Moving Violations
- 1986 — Беспечные времена / Fast Times
- 1986 — Высшая борьба / Combat High
- 1988 — 1991 — Чудесные годы / The Wonder Years
- 1989 — Красотка и Дениз / The Cover Girl and the Cop
- 1991 — С нарушением правил / Breaking the Rules
- 1993 — Ниндзя-сёрферы / Surf Ninjas
- 1995 — Встреча семьи / Family Reunion: A Relative Nightmare
- 1996 — 2001 — Детектив Нэш Бриджес / Nash Bridges
- 1996 — Детишки в лесу / Kidz in the Wood
- 1996 — 1999 — Бестолковые / Clueless
- 1997 — Папа в отпуске / Dad’s Week Off
- 1998 — 1999 — Лодка любви / Love Boat: The Next Wave
- 1999 — 2000 — Озабоченные / Shasta McNasty
- 1999 — 2003 — Зажигай со Стивенсами / Even Stevens
- 2001 — 2004 — Лиззи Магуайер / Lizzie McGuire
- 2001 — Точка перехода / The Poof Point
- 2001 — 2002 — Разум женатого мужчины / The Mind of the Married Man
- 2001 — Загнанный / Hounded
- 2002 — 2003 — Семейное дело / Family Affair
- 2002 — Семейка Брэди в Белом доме / The Brady Bunch in the White House
- 2003 — День благодарения / Thanksgiving Family Reunion
- 2004 — 2006 — Фил из будущего / Phil of the Future
- 2005 — Затерянные на острове / Flight 29 Down
- 2007 — 2008 — О девушке / About a Girl
- 2009 — Свежий бит / The Fresh Beat Band
- 2011 — Зик и Лютер / Zeke and Luther
- 2012 — Как зажигать / How to Rock
- 2012 — 2015 — Собака точка ком / Dog with a Blog
- 2014 — 2015 — Тяжёлый случай / I Didn’t Do It

### Сценарист
- 1978 — Ринго / Ringo
- 1982 — Сумеречный театр / Twilight Theater
- 1984 — Полицейская академия / Police Academy (и сюжет)
- 1984 — Мальчишник / Bachelor Party
- 1985 — Надвигающееся насилие / Moving Violations
- 1985 — Настоящий гений / Real Genius (и сюжет)
- 1988 — Полицейская академия 5: Место назначения — Майами-Бич / Police Academy 5: Assignment: Miami Beach (персонажи)
- 1990 — Уж кто бы говорил 2 / Look Who’s Talking Too
- 1995 — Встреча семьи / Family Reunion: A Relative Nightmare
- 1996 — Детишки в лесу / Kidz in the Wood
- 1997 — Папа в отпуске / Dad’s Week Off (телепьеса)
- 2008 — Мальчишник 2: Последнее искушение / Bachelor Party 2: The Last Temptation
- 2013 — Сглазили! / Jinxed!

### Продюсер
- 1982 — Сумеречный театр / Twilight Theater (исполнительный продюсер)
- 1987 — 1989 — Летняя сцена CBS / CBS Summer Playhouse (исполнительный продюсер (1 эпизод, 1988)
- 1987 — Ровно в 3 часа / Three O’Clock High
- 1990 — Прекрасное маленькое убийство / A Quiet Little Neighborhood, a Perfect Little Murder (исполнительный продюсер)
- 1992 — Бонни и Клайд: Подлинная история / Bonnie & Clyde: The True Story (исполнительный продюсер)
- 1993 — Смертельная схватка / Taking the Heat
- 1995 — Встреча семьи / Family Reunion: A Relative Nightmare
- 1996 — Детишки в лесу / Kidz in the Wood (исполнительный продюсер)
- 1999 — Бешеные деньги / The Runner (исполнительный продюсер)
- 2003 — Святой дозор / Miracles (сопродюсер (13 эпизодов, 2003)
- 2004 — Волшебная страна / Finding Neverland
- 2008 — Мальчишник 2: Последнее искушение / Bachelor Party 2: The Last Temptation